# Alby-sur-Chéran
Alby-sur-Chéran è un comune francese di 2 007 abitanti situato nel dipartimento dell'Alta Savoia della regione dell'Alvernia-Rodano-Alpi.

## Società

### Evoluzione demografica
Abitanti censiti